# Distrito de Steckborn
El distrito de Steckborn (en alemán Bezirk Steckborn) es uno de los ocho distritos del cantón de Turgovia (Suiza). Tiene una superficie de 132,9 km². Su capital es Steckborn.

## Geografía
El distrito de Steckborn limita al norte con el distrito de Constanza (GER-BW) y el cantón de Schaffhausen, al este con el distrito de Kreuzlingen, al sureste con Weinfelden, al sur con Frauenfeld, y al oeste con Andelfingen (ZH) y Diessenhofen.

## Comunas
| Distrito de Steckborn | Distrito de Steckborn  | Distrito de Steckborn |
| Comunas               | Población (31.12.2008) | Superficie km²        |
| --------------------- | ---------------------- | --------------------- |
| Berlingen             | 835                    | 4.0                   |
| Eschenz               | 1632                   | 12.0                  |
| Herdern               | 939                    | 13.7                  |
| Homburg               | 1437                   | 24.1                  |
| Hüttwilen             | 1434                   | 17.6                  |
| Mammern               | 580                    | 5.5                   |
| Müllheim              | 2577                   | 8.7                   |
| Pfyn                  | 1924                   | 13.0                  |
| Raperswilen           | 401                    | 7.7                   |
| Salenstein            | 1237                   | 6.6                   |
| Steckborn             | 3442                   | 8.8                   |
| Wagenhausen           | 1613                   | 11.2                  |
| Total (15)            | 18 051                 | 132.9                 |